# Nederlands kampioenschap shorttrack 2021
Het Nederlands kampioenschap  shorttrack 2021 werd op 2 en 3 januari gehouden in Heerenveen. Het was de eerste editie zonder superfinale, dus met een allroundklassement over drie in plaats van vier afstanden. Ook was er een nieuw puntensysteem, gebaseerd op plaatspunten. De afstandstitels zijn drie weken eerder al vergeven op de Nederlandse kampioenschappen shorttrack afstanden 2021.
Suzanne Schulting won alle drie de afstanden en daarmee prolongeerde ze haar titel allround. Dylan Hoogerwerf won het goud bij de mannen, waar titelverdediger Sven Roes niet in de top tien eindigde.

## Resultatenoverzicht
|                  | Goud              | Zilver           | Brons         |
| ---------------- | ----------------- | ---------------- | ------------- |
| Mannen senioren  | Dylan Hoogerwerf  | Jens van 't Wout | Friso Emons   |
| Vrouwen senioren | Suzanne Schulting | Xandra Velzeboer | Selma Poutsma |

## Mannen
| #      | Schaatser         | 1000m | 500m | 1500m | Punten |
| ------ | ----------------- | ----- | ---- | ----- | ------ |
| Goud   | Dylan Hoogerwerf  | 6     | 0    | 2     | 8      |
| Zilver | Jens van 't Wout  | (7)   | 3    | 0     | 10     |
| Brons  | Friso Emons       | 0     | 6    | 5     | 11     |
| 4      | Sjinkie Knegt     | 3     | 2    | (7)   | 12     |
| 5      | Melle van 't Wout | 2     | 4    | 7     | 13     |
| 6      | Itzhak de Laat    | (7)   | 5    | 3     | 15     |
| 7      | Jenning de Boo    | 4     | (7)  | (7)   | 18     |
| 8      | Bram Steenaart    | (7)   | (7)  | 4     | 18     |
| 9      | Daan Breeuwsma    | 5     | (7)  | 6     | 18     |
| 10     | Teun Boer         | 7     | (7)  | (7)   | 21     |

## Vrouwen
| #      | Schaatser          | 1000m | 500m | 1500m | Punten |
| ------ | ------------------ | ----- | ---- | ----- | ------ |
| Goud   | Suzanne Schulting  | 0     | 0    | 0     | 0      |
| Zilver | Xandra Velzeboer   | 3     | 2    | 3     | 8      |
| Brons  | Selma Poutsma      | 2     | 5    | 2     | 9      |
| 4      | Gioya Lancee       | 4     | 3    | 4     | 11     |
| 5      | Rianne de Vries    | 6     | 6    | 5     | 17     |
| 6      | Yara van Kerkhof   | 5     | (7)  | 6     | 18     |
| 7      | Georgie Dalrymple  | (7)   | 4    | (7)   | 18     |
| 8      | Michelle Velzeboer | (7)   | 7    | (7)   | 21     |
| 9      | Diede van Oorschot | 7     | (7)  | (7)   | 21     |